# Bronski Beat
Bronski Beat — британская синти-поп-группа, образованная в 1983 году в Лондоне, Великобритания. Первоначальный состав, записавший большинство хитов группы, состоял из Джимми Сомервилля (вокал), Стива Бронски (клавишные, перкуссия) и Ларри Стейнбачека (клавишные, перкуссия).
Bronski Beat добились успеха в середине 1980-х, особенно с синглом 1984 года "Smalltown Boy" из своего дебютного альбома The Age of Consent. "Smalltown Boy" стал их единственным синглом, попавшим в Billboard Hot 100 в США. Сомервилл покинул Bronski Beat в 1985 году и добился успеха как солист группы The Communards и как сольный исполнитель. Его заменил вокалист Джон Фостер, с которым группа продолжала деятельность в Великобритании и Европе до 1986 года. Фостер покинул Bronski Beat после их второго альбома, и к группе присоединился Джонатан Хеллер, прежде чем она распалась в 1995 году.
Стив Бронски возродил группу в 2016 году, записав новый материал с участником 1990-х годов Яном Дональдсоном. В том же году умер Ларри Стейнбачек. В 2021 году умер сам Бронски.

## История

### Ранние годы и альбом Age Of Consent (1983—1985)
Группа Bronski Beat была основана в 1983 году, когда Джимми Сомервилл, Ларри Стейнбачек и Стив Бронски жили в одной квартире в Брикстоне, юго-западнее Лондона. Название группы, Bronski Beat, было предложено Бронски. Псевдоним Бронски (настоящее имя Стива Бронски — Стивен Уильям Форрест) и название группы отсылают к персонажу Яна Бронски из романа Гюнтера Грасса «Жестяной барабан».
Группа Bronski Beat образовалась в 1983 году, когда Джимми Сомервилл, Стив Бронски (оба из Глазго) и Ларри Стейнбачек (из Саутенда, Эссекс)  жили в одной квартире в Брикстоне, Лондон. Стейнбачек услышал вокал Сомервилля во время создания фильма «Framed Youth: The Revenge of the Teenage Perverts» и предложил им написать музыку. Впервые они выступили публично на фестивале искусств «September in the Pink».
Bronski Beat подписали контракт на запись с London Records в 1984 году. Дебютный сингл группы "Smalltown Boy" достиг 3-го места в британском чарте синглов, возглавил чарты Бельгии и Нидерландов, а также занял высокие места в чартах многих стран. Сингл сопровождался рекламным видеороликом, снятым Бернардом Роузом. «Smalltown Boy» достиг 48-го места в чартах США и 8-го места в чарте Австралии.
Следующий сингл "Why?", имевший звучание Hi-NRG, также достиг статуса топ-10 в Великобритании, достигнув 6 места, и стал еще одним хитом топ-10 группы в Австралии, Швейцарии, Германии, Франции и Нидерландах.
В конце 1984 года трио выпустило альбом The Age of Consent. Альбом достиг 4-го места в чарте альбомов Великобритании, 36-го места в США и 12-го места в Австралии. Третий сингл группы, выпущенный перед Рождеством 1984 года, представлял собой исполнение классической песни Джорджа и Айры Гершвинов «It Ain't Necessarily So» (из оперы «Порги и Бесс»). Он также вошел в топ-20 Великобритании.
В 1985 году группа с Марком Алмондом записала кавер-версию песни Донны Саммер «I Feel Love». Полная версия песни представляла собой попурри, в которое вошли отрывки из песен Саммер «Love to Love You Baby» и «Johnny Remember Me» Джона Лейтона. Он имел большой успех, достигнув 3-го места в Великобритании и сравнявшись с достижением в чартах "Smalltown Boy". Группа и их продюсер Майк Торн вернулись в студию в начале 1985 года, чтобы записать новый сингл "Run from Love", а PolyGram (в то время материнская компания London Records) выпустила несколько промо-синглов версии песни и разослала их на радио и в музыкальные магазины Великобритании. Однако сингл был отложен, поскольку напряженность в группе, как личная, так и политическая, привела к тому, что Сомервилл покинул Bronski Beat летом того же года. "Run from Love" впоследствии был выпущен в виде ремикса в альбоме группы под названием Hundreds & Thousands, сборнике, состоящем в основном из ремиксов (LP) и би-сайдов (в качестве бонус-треков на компакт-диске), а также хита "I Feel Love". Сомервилл вместе с Ричардом Коулзом сформировал группу Communards, в то время как оставшиеся участники Bronski Beat искали нового вокалиста.

### После ухода Джимми Сомервилла
Группа наняла Джона Фостера в качестве замены Сомервилля (Фостер указан как «Джон Джон»). Сингл "Hit That Perfect Beat" был выпущен в ноябре 1985 года и достиг 3-го места в Великобритании. Он повторил этот успех в австралийском чарте, а также появился в английском фильме «Письмо Брежневу». Второй сингл "C'mon C'mon" также вошел в топ-20 Великобритании, а альбом Truthdare Doubledare, выпущенный в мае 1986 года, достиг 18-й позиции. В фильм "Прощальные взгляды" (1986) вошли песни Bronski Beat "Love and Money», «Smalltown Boy» и «Why?». В этот период группа объединилась с продюсером Марком Каннингемом над первым синглом BBC Children In Need, кавером на песню Дэвида Боуи "Heroes", выпущенным в 1986 году под названием The County Line.
Фостер покинул группу в 1987 году. После ухода Фостера Bronski Beat начали работу над своим следующим альбомом Out and About. Треки были записаны в студии Berry Street в Лондоне с инженером Брайаном Пагсли. Некоторые из названий песен были «The Final Spin» и «Peace and Love». Последний трек с участием вокалистки Strawberry Switchblade Роуз МакДауэлл появился на нескольких интернет-сайтах в 2006 году. Одна из других песен проекта под названием "European Boy" была записана в 1987 году диско-группой Splash. Солистом группы Splash был бывший вокалист Tight Fit Стив Грант. Стейнбачек и Бронски много гастролировали с новым материалом, получившим положительные отзывы, однако проект был заброшен, поскольку группа была закрыта London Records. Также в 1987 году группа с бывшим вокалистом Джимми Сомервиллом выступили на реюнион-концерте по случаю «Международного дня борьбы со СПИДом», организованном при поддержке New Order, в Брикстонской академии в Лондоне.
 
В 1989 году Джонатан Хеллиер стал солистом, и группа много гастролировала по США и Европе с бэк-вокалисткой Энни Конвей. Они добились одного незначительного хита с песней "Cha Cha Heels", разовым сотрудничеством в исполнении американской актрисы и певицы Эрты Китт, которая достигла 32-го места в Великобритании. Первоначально песня была написана для звезды кино и звукозаписи Divine, которая не смогла записать ее до своей смерти в 1988 году. В 1990–91 годах Bronski Beat выпустила еще три сингла на лейбле Zomba: «I'm Gonna Run Away». «Еще один шанс» и «Что еще я могу сказать». Синглы были спродюсированы Майком Торном.
Фостер и Bronski Beat снова объединились в 1994 году и выпустили техно «Tell MeWhy '94» и акустическую «Smalltown Boy '94» на немецком лейбле ZYX Music. Альбом Rainbow Nation был выпущен в следующем году, и Хеллиер вернулся в качестве ведущего вокалиста, поскольку Фостер выбыл из проекта, и к нему был привлечен Ян Дональдсон, чтобы заниматься клавишными и программированием. После нескольких лет гастролей Bronski Beat распались, и Стив Бронски стал продюсером других артистов, а Ян Дональдсон стал успешным ди-джеем (Sordid Soundz). Ларри Стейнбачек стал музыкальным руководителем театральной труппы Майкла Лауба Remote Control Productions.

### 2007–2016: Сольная деятельность Бронски и возрождение Bronski Beat
В 2007 году Стив Бронски сделал ремикс на песню британской альтернативной рок-группы All Living Fear «Stranger to None». Было сделано четыре разных микса, один из которых появился в их ретроспективном альбоме Fifteen Years After. Бронски также сделал ремикс на трек "Flowers in the Morning" североирландской электронной группы Electrobronze в 2007 году, изменив стиль песни с классического на диско Hi-NRG.
В 2015 году Стив Бронски в рамках единичного сотрудничества объединился с Джессикой Джеймс (она же Барбара Буш) и сказал, что она напоминает ему Дивайн из-за своего внешнего вида и звука, похожего на Эрту Китт. Разовый проект заключался в кавер-версии трека, который он написал в 1989 году.
В 2016 году Стив Бронски снова объединился с Яном Дональдсоном с целью возродить Bronski Beat, пригласив нового певца Стивена Грэнвилла. В 2017 году новый Bronski Beat выпустил переработанную версию «Age of Consent» под названием «Age of Reason». Out & About, неизданный альбом Bronski Beat 1987 года, был выпущен в цифровом формате на сайте Стива Бронски. В альбом вошли оригинальные треки и ремиксы Бронски.

### 2017 – настоящее время: смерть Стейнбачека и Бронски
12 января 2017 года стало известно, что Стейнбачек умер в прошлом месяце после непродолжительной борьбы с раком, когда его семья и друзья находились у его постели. Ему было 56 лет. Бронски погиб 7 декабря 2021 года в возрасте 61 года в результате пожара в квартире в центре Лондона.

## Дискография

### Альбомы
- The Age of Consent[англ.], 1984 UK # 4
- Hundreds & Thousands[англ.], 1985 UK # 24
- Truthdare Doubledare[англ.], 1986 UK # 18
- Rainbow Nation, 1995
- The Age of Reason, 2017

### Синглы
- «Smalltown Boy», June, 1984, #1 (2 Weeks) Netherlands; #1 US Dance Chart; #1 IT; #3 UK, #48 US Hot 100
- «Why?[англ.]», Б, 1984, UK #6, IT #18
- «It Ain't Necessarily So[англ.]», December, 1984, UK #16, IT #28
- «I Feel Love» (medley with Marc Almond), April, 1985, UK #3
- «Hit That Perfect Beat[англ.]»[14], December, 1985, UK #3, IT #9
- «C’mon C’mon», March, 1986, UK #20, IT #40
- «Cha Cha Heels» (with Eartha Kitt), 1989, UK #32
- «I’m Gonna Run Away», 1990
- «One More Chance» 1990
- «What More Can I Say», 1990
- «Smalltown Boy» (remix), 1991, UK 32
- «Why 94» 1994
- «Smalltown Boy 94», 1994
- «Kicking Up The Rain» 1995
- «Hit That Perfect Beat» / «I Love The Nightlife» 1995